# Luzula brachyphylla
Luzula brachyphylla är en tågväxtart som beskrevs av Rodolfo Amando Philippi. Luzula brachyphylla ingår i Frylesläktet som ingår i familjen tågväxter. Inga underarter finns listade i Catalogue of Life.